# Anablepsoides gaucheri
Anablepsoides gaucheri es un pez de agua dulce la familia de los rivulines en el orden de los ciprinodontiformes.

## Morfología
Cuerpo alargado, los machos pueden alcanzar los 5,7 cm de longitud máxima. Presentan radios blandos 8 a 9 en la aleta dorsal y 13 a 15 en la aleta anal, cantidad por la que se diferencia de otras especies del género; también se le distingue por la falta de la mancha supracaudal en todas las edades en ambos sexos, con una breve aleta dorsal; el color del cuerpo es amarillo de fondo con una zona de color rojo sub-distal de la aleta anal en machos que es amarilla en hembras, así como un margen oscuro en la aleta caudal.

## Distribución geográfica
Se encuentran en ríos de Sudamérica, en la cuenca del río Maroni en la Guayana Francesa.

## Hábitat
Vive en pequeños grupos en pequeños ríos de montaña y en pantanos, de comportamiento bentopelágico y cerca de la superficie del agua.